# Diplôme d'État en France
Un diplôme d'État est un diplôme français délivré par l’État pour exercer une profession particulière. La formation en elle-même ne se fait pas nécessairement dans un établissement public.

## Définition
Il n’existe pas de définition juridique du « diplôme d’État ».
Un diplôme d’État est indispensable pour exercer certaines professions. Ils sont nombreux dans les secteurs sociaux et paramédicaux. Les diplômes sont délivrés par l’État, mais la préparation à ces diplômes n’est pas réglementée ni protégée.
Plus précisément, le diplôme est délivré par un établissement public à caractère scientifique, culturel et professionnel (EPSCP) dans le cadre d’un diplôme national de l'enseignement supérieur, ou par le préfet de région.
La liste des professions nécessitant un diplôme particulier ne recouvre pas exactement celle des diplômes d’État. Certaines professions nécessitent en effet un diplôme particulier, bien que n’étant pas « d’État » : avocat (certificat d'aptitude à la profession d'avocat), orthophoniste (certificat de capacité d'orthophoniste), orthoptiste (certificat de capacité d'orthoptiste), notaire (diplôme de notaire ou diplôme supérieur de notariat), expert-comptable (diplôme d'expertise comptable). Enfin, certains diplômes concernant une profession particulière sont réglementés, bien que la profession ne le soit pas elle-même (cas du diplôme d'ingénieur).
La liste des professions réglementées ne recouvre ainsi pas totalement celle des diplômes d’État.

## Liste des diplômes d'État

### Professions médicales
Ces diplômes de professions médicales sont des diplômes nationaux de l'enseignement supérieur :
- diplôme d’État de sage-femme[9] ;
- diplôme d'État de docteur en médecine[10] ;
- diplôme d’État de docteur en chirurgie dentaire[11] ;
- diplôme d’État de docteur en pharmacie[12].

### Professions paramédicales
Les diplômes de professions paramédicales sont des diplômes nationaux de l'enseignement supérieur :
- diplôme d’État d'infirmier en pratique avancée[13] ;
- diplôme d’État d'audioprothésiste[14].
- diplôme d'État d'infirmier[15] ;
- diplôme d'État d'infirmier de bloc opératoire[16] (les diplômes obtenus à l'issue de l'année universitaire 2023-2024 seront des diplômes nationaux)[17] ;
- diplôme d'État d'infirmier anesthésiste[18] ;
- diplôme d'État de puéricultrice[18] ;
- diplôme d'État d'ergothérapeute[19] ;
- diplôme d'État de psychomotricien[20] ;
- diplôme d'État de manipulateur d'électroradiologie médicale[21] ;
- diplôme d'État de pédicure-podologue[22] ;
- diplôme d'État de masseur-kinésithérapeute[23] ;
- diplôme d'État de diététicien[24] (en cours de création)[25] ;
- diplôme d'État de technicien de laboratoire médical[26] ;
- diplôme d'État d'aide-soignant[27] ;
- diplôme d'État d'auxiliaire de puériculture[28] ;
- diplôme d'État d'ambulancier[29].

### Professions de la jeunesse et des sports
- brevet professionnel de la jeunesse, de l'éducation populaire et du sport[30] ;
- diplôme d'État de la jeunesse, de l'éducation populaire et du sport[31] ;
- diplôme d’État supérieur de la jeunesse, de l'éducation populaire et du sport[32] ;
- diplômes d’État des métiers d'enseignement, d'encadrement et d'entraînement des sports de montagne[33] :
  - diplôme d’État de ski - moniteur national de ski alpin,
  - diplôme d’État de ski - moniteur national de ski alpin spécialisé en entraînement,
  - diplôme d’État de ski - moniteur national de ski nordique de fond,
  - diplôme d’État de ski - moniteur national de ski nordique de fond spécialisé en entraînement,
  - diplôme d’État d'alpinisme - guide de haute montagne,
  - diplôme d’État d'alpinisme - accompagnateur en moyenne montagne.

Anciens diplômes, :
- diplôme d’État de conseiller d'éducation populaire[36] ;
- diplôme d'État relatif aux fonctions d'animation ;
- diplôme d'État de directeur de projet d'animation et de développement[37].

### Professions sociales
Parmi les formations supérieures et diplômes d'encadrement :
- diplôme d'État en ingénierie sociale[38].

Les diplômes du travail social suivants ont le grade de licence :
- diplôme d’État d'éducateur spécialisé[40] (DEES) ;
- diplôme d’État d'assistant de service social[41] (DEASS) ;
- diplôme d’État d'éducateur de jeunes enfants[42] (DEEJE) ;
- diplôme d’État d'éducateur technique spécialisé[43] (DEETS) ;
- diplôme d'État de conseiller en économie sociale familiale[44] (DECESF).

Autres diplômes du travail social : 
- diplôme d’État de médiateur familial[45] (DEMF) ;
- diplôme d’État de moniteur-éducateur[46] (DEME) ;
- diplôme d’État de technicien de l'intervention sociale et familiale[47] (DETISF) ;
- diplôme d’État d’accompagnant éducatif et social[48] (Diplôme d'État d'aide médico-psychologique avant 2016[49].) ;
- diplôme d’État d’assistant familial[50].

### Architectes
- Diplôme d'État d'architecte, donne droit à la collation du grade de master[51].

### Enseignement artistique
- diplôme d’État d'enseignement du théâtre[52] ;
- diplôme d’État de professeur de cirque[53] ;
- diplôme d’État de professeur de danse[54].
- diplôme d’État de professeur de musique[55].

### Enseignement scolaire
- diplôme d'État intitulé certificat d'aptitude au professorat de l'enseignement des jeunes sourds[56].

Avant la création du corps de Psychologue de l'Éducation nationale en 2017 :
- diplôme d'État de psychologie scolaire[57] ;
- diplôme d'État de conseiller d'orientation-psychologue[58].

### Vétérinaire
- diplôme d’État de docteur vétérinaire[59].